# Menhir de Beaulieu
Le menhir de Beaulieu ou menhir-éléphant ou menhir du Champ du Rocher, est situé à Avrillé, dans le département français de la Vendée.

## Historique
Il figure sur la carte dressée par Léon Audé en 1840 en France. L'édifice est classé au titre des monuments historiques en 1889.

## Description
C'est un bloc de granite plus large (4,65 m) que haut (4 m). Son poids est estimé à 9 tonnes. Son caractère massif lui a d'ailleurs valut l’appellation de menhir-éléphant. Marcel Baudouin a même cru y reconnaître le dessin du crâne, d'une oreille et d'une trompe. C'est le seul élément survivant d'un alignement, orienté nord-sud, qui était composé d'au moins trois blocs.